# 순창여자고등학교
순창여자고등학교는 전라북도 순창군 순창읍에 있었던 공립 고등학교이다.

## 연혁
- 1967년: 개교
- 1993년: 폐교 및 순창제일고등학교와 통합

## 같이 보기
- 순창제일고등학교